# 藤山智博
藤山 智博（ふじやま ともひろ）は日本の財務官僚。財務省主税局税制第二課長。

## 来歴
麻布高等学校から東京大学文科一類に入学。東京大学法学部卒業。1997年 大蔵省に入省。関税局企画課に配属。世界経済が揺れ動く中、担当したのは関税収入の見積もりだった。1999年6月からノースカロライナ大学へ留学し、経営学を学んだ。2001年6月に修了し、同年7月に主計局主計企画官付。財政状況に関する情報を提供するため、「後年度影響試算」や「国のバランスシート」の作成に取り組んでいた。
2003年7月 大臣官房文書課長補佐（業務企画）。2004年7月 金融庁総務企画局政策課長補佐。税制改正要望を担当。2006年7月 金融庁監督局銀行第一課長補佐。
2016年6月8日 主税局総務課長補佐兼主税局総務課税制企画室長。税制改正に向けた検討のスケジュール管理や横串を通して検討を進める必要がある政策の調整・取りまとめを行った。
2020年7月28日 内閣官房内閣参事官（内閣官房副長官補付）として日本経済再生本部（廃止後は成長戦略会議）や全世代型社会保障改革などを担当。
2022年7月1日 主税局税制第三課長。2023年7月7日 主税局税制第二課長。

## 略歴
- 1997年4月：大蔵省に入省。関税局企画課に配属[2][3]。
- 1999年6月：ノースカロライナ大学へ留学。
- 2001年7月：主計局主計企画官付。
- 2003年7月：大臣官房文書課長補佐（業務企画）[4]。
- 2004年7月：金融庁総務企画局政策課長補佐。
- 2006年7月：金融庁監督局銀行第一課長補佐。
- 2007年：外務省在ベトナム大使館一等書記官。
- 2010年：主税局調査課長補佐。
- 2011年：主税局税制第三課長補佐 兼 主税局税制第三課審査室長。
- 2014年7月9日：主税局税制第二課長補佐 兼 主税局税制第二課企画調整室長。
- 2016年6月8日：主税局総務課長補佐 兼 主税局総務課税制企画室長 兼 主税局税制第二課長補佐 兼 主税局税制第二課企画調整室長。
- 2016年6月28日：主税局総務課長補佐 兼 主税局総務課税制企画室長
- 2017年6月21日：外務省在ニューヨーク総領事館領事（財務部長）。
- 2020年7月28日：内閣官房内閣参事官（内閣官房副長官補付） 兼 内閣官房日本経済再生総合事務局参事官 兼 内閣官房全世代型社会保障検討室参事官。
- 2020年9月16日：内閣官房内閣参事官（内閣官房副長官補付） 兼 内閣官房日本経済再生総合事務局参事官 兼 内閣官房全世代型社会保障検討室参事官 兼 内閣官房国際博覧会推進本部事務局参事官。
- 2020年10月16日：内閣官房内閣参事官（内閣官房副長官補付） 兼 内閣官房成長戦略会議事務局参事官 兼 内閣官房全世代型社会保障検討室参事官 兼 内閣官房国際博覧会推進本部事務局参事官。
- 2022年7月1日：主税局税制第三課長。
- 2023年7月7日：主税局税制第二課長。